# Parque nacional Alerce Costero
El Parque Nacional Alerce Costero es un área natural protegida en Chile, situada en la región de Los Ríos, a unos 52 km de la ciudad de La Unión. Desde 2012 incluye al Monumento natural Alerce Costero

## Atractivos

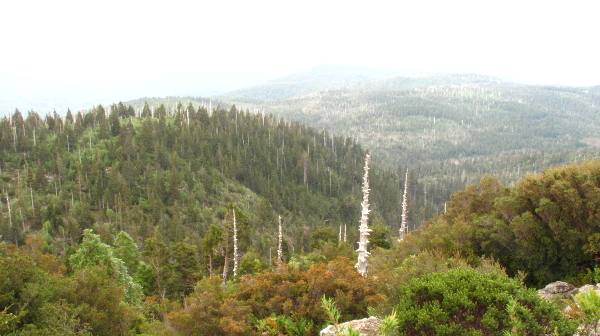
Cordillera Pelada, en la región de Los Ríos, Chile.

La cuenca del río Chaihuín junto a otras subcuencas costeras constituyen un excelente corredor biológico que alberga comunidades de peces nativos amenazados o vulnerables, como el Huillín o nutria de río. La preservación de los cursos de agua aporta a la mantenimiento de la dinámica de los ciclos hidrológicos naturales y a la regulación del clima regional.
Los bosques templados lluviosos valdivianos destacan por su singularidad e importancia en la conservación de la biodiversidad global, manteniendo gran cantidad de especies restringidas a esta parte de la cordillera, en particular la Cordillera Pelada, gracias a su estabilidad climática y su diversidad de ambientes.
El parque alberga múltiples especies de flora y fauna endémicas.

### Flora
Se encuentran el Latué o palo de los brujos, el voqui de canasta y el declarado monumento natural de Chile, el Alerce.

### Fauna
El sapo de pecho espinoso de cordillera Pelada, la pancora aegla hueicollensis, carpintero negro y zorro chilote.

## Clima
El clima presente en la Cordillera Pelada corresponde al Templado Lluvioso Frío con leve sequedad estival Cfc (s), según la Clasificación climática de Köppen. Aunque no existe ningún mes seco propiamente tal, el 74% de las precipitaciones se concentran de Abril a Septiembre. Por otra parte, debido a la altitud, es recurrente la caída de precipitaciones en estado sólido durante el invierno (Junio a Septiembre).   
| Parámetros climáticos promedio de Cerro Mirador (1.042 m.s.n.m) | Parámetros climáticos promedio de Cerro Mirador (1.042 m.s.n.m) | Parámetros climáticos promedio de Cerro Mirador (1.042 m.s.n.m) | Parámetros climáticos promedio de Cerro Mirador (1.042 m.s.n.m) | Parámetros climáticos promedio de Cerro Mirador (1.042 m.s.n.m) | Parámetros climáticos promedio de Cerro Mirador (1.042 m.s.n.m) | Parámetros climáticos promedio de Cerro Mirador (1.042 m.s.n.m) | Parámetros climáticos promedio de Cerro Mirador (1.042 m.s.n.m) | Parámetros climáticos promedio de Cerro Mirador (1.042 m.s.n.m) | Parámetros climáticos promedio de Cerro Mirador (1.042 m.s.n.m) | Parámetros climáticos promedio de Cerro Mirador (1.042 m.s.n.m) | Parámetros climáticos promedio de Cerro Mirador (1.042 m.s.n.m) | Parámetros climáticos promedio de Cerro Mirador (1.042 m.s.n.m) | Parámetros climáticos promedio de Cerro Mirador (1.042 m.s.n.m) |
| Mes                                                             | Ene.                                                            | Feb.                                                            | Mar.                                                            | Abr.                                                            | May.                                                            | Jun.                                                            | Jul.                                                            | Ago.                                                            | Sep.                                                            | Oct.                                                            | Nov.                                                            | Dic.                                                            | Anual                                                           |
| --------------------------------------------------------------- | --------------------------------------------------------------- | --------------------------------------------------------------- | --------------------------------------------------------------- | --------------------------------------------------------------- | --------------------------------------------------------------- | --------------------------------------------------------------- | --------------------------------------------------------------- | --------------------------------------------------------------- | --------------------------------------------------------------- | --------------------------------------------------------------- | --------------------------------------------------------------- | --------------------------------------------------------------- | --------------------------------------------------------------- |
| Temp. máx. abs. (°C)                                            | 29                                                              | 29                                                              | 28                                                              | 23                                                              | 16                                                              | 15                                                              | 12                                                              | 18                                                              | 17                                                              | 21                                                              | 23                                                              | 28                                                              | 29                                                              |
| Temp. máx. media (°C)                                           | 17.2                                                            | 17.1                                                            | 13.9                                                            | 10.2                                                            | 7.2                                                             | 5.0                                                             | 4.2                                                             | 5.1                                                             | 6.5                                                             | 9.6                                                             | 12.0                                                            | 15.4                                                            | 10.3                                                            |
| Temp. media (°C)                                                | 11.2                                                            | 11.2                                                            | 8.6                                                             | 6.4                                                             | 4.0                                                             | 2.4                                                             | 1.6                                                             | 2.0                                                             | 2.9                                                             | 5.1                                                             | 7.2                                                             | 9.4                                                             | 6.0                                                             |
| Temp. mín. media (°C)                                           | 5.2                                                             | 5.3                                                             | 3.4                                                             | 2.5                                                             | 0.7                                                             | -0.1                                                            | -1.0                                                            | -1.2                                                            | -0.6                                                            | 0.6                                                             | 2.3                                                             | 3.4                                                             | 1.7                                                             |
| Temp. mín. abs. (°C)                                            | -4                                                              | -8                                                              | -8                                                              | -8                                                              | -11                                                             | -11                                                             | -12                                                             | -9                                                              | -8                                                              | -7                                                              | -6                                                              | -6                                                              | -12                                                             |
| Precipitación total (mm)                                        | 86.9                                                            | 54.4                                                            | 152.7                                                           | 262.4                                                           | 276.2                                                           | 520.3                                                           | 350.9                                                           | 288.4                                                           | 237.5                                                           | 121.7                                                           | 156.3                                                           | 99.5                                                            | 2607.2                                                          |
| Nevadas (cm)                                                    | 0.1                                                             | 0                                                               | 0.2                                                             | 5.6                                                             | 10.6                                                            | 28.0                                                            | 89.5                                                            | 50.2                                                            | 32.9                                                            | 10.4                                                            | 2.8                                                             | 0.2                                                             | 230.6                                                           |
| Días de precipitaciones (≥ 1 mm)                                | 8.3                                                             | 8.7                                                             | 15.2                                                            | 16.7                                                            | 14.4                                                            | 21.4                                                            | 20.1                                                            | 17.8                                                            | 18.4                                                            | 11.7                                                            | 16.4                                                            | 9.5                                                             | 178.4                                                           |
| Días de nevadas (≥ 1 mm)                                        | 0.1                                                             | 0                                                               | 0.6                                                             | 2.1                                                             | 4.2                                                             | 8.6                                                             | 13.8                                                            | 11.3                                                            | 11.3                                                            | 2.6                                                             | 1.6                                                             | 0.2                                                             | 56.5                                                            |
| Fuente: YR Weather Forecast (2020-2024)                         |                                                                 |                                                                 |                                                                 |                                                                 |                                                                 |                                                                 |                                                                 |                                                                 |                                                                 |                                                                 |                                                                 |                                                                 |                                                                 |

## Visitantes
Este parque recibe una reducida cantidad de visitantes chilenos y extranjeros cada año.
| Año         | 2010 | 2011 | 2012 | 2013  | 2014  | 2015  | 2016  | 2017 | 2018  | 2019  | 2020  | 2021  | 2022  | 2023  | 2024  |
| ----------- | ---- | ---- | ---- | ----- | ----- | ----- | ----- | ---- | ----- | ----- | ----- | ----- | ----- | ----- | ----- |
| chilenos    | 357  | 282  | 674  | 1.073 | 3.306 | 4.732 | 3.703 | 235  | 4.701 | 6.691 | 4.959 | 4.593 | 4.910 | 2.791 | 6.689 |
| extranjeros | 15   | 8    | 19   | 51    | 90    | 160   | 103   | 6    | 157   | 157   | 86    | 0     | 0     | 84    | 334   |
| Total       | 372  | 290  | 693  | 1.124 | 3.396 | 4.892 | 3.806 | 241  | 4.858 | 6.848 | 5.045 | 4.593 | 4.910 | 2.875 | 7.023 |